# Chiesa di Sant'Andrea Apostolo (San Canzian d'Isonzo)
La chiesa di Sant'Andrea Apostolo è la parrocchiale di Pieris, frazione-capoluogo del comune di San Canzian d'Isonzo, in provincia ed arcidiocesi di Gorizia; fa parte del decanato di Ronchi dei Legionari.

## Storia
La cappella di Pieris sorse nel XVI secolo, venendo quindi consacrata il 7 aprile 1589 da Francesco Barbaro, arcivescovo titolare di Tiro e coadiutore del patriarca di Aquileia Giovanni Grimani.
L'edificio venne ampliato alla fine del XIX secolo mediante il prolungamento della navata; la consacrazione fu poi impartita il 14 settembre 1901 dall'arcivescovo di Gorizia e Gradisca Giacomo Missia.
Il campanile, abbattuto durante la grande guerra, venne ricostruito nel 1922 e nel 1936 furono realizzate le cappelle laterali della parrocchiale; nel 1970 la chiesa venne adeguata alle norme postconciliari, mentre poi fu restaurata sul finire del secolo.
Nel 2007 un intervento di ristrutturazione interessò il campanile e quattro anni dopo si provvede a realizzare la meridiana che lo caratterizza.

## Descrizione

### Esterno
La simmetrica facciata a capanna della chiesa, rivolta a levante, è scandita da quattro lesene, poggianti su un alto basamento e sorreggenti il frontone di forma triangolare, presenta al centro il portale d'ingresso, sormontato da una mensola, e una finestra ottagonale, mentre ai lati si aprono due nicchie ospitanti le statue che raffigurano i santi Giuseppe e Gioacchino.
Annesso alla parrocchiale è il campanile a pianta quadrata, la cui cella presenta su ogni lato una bifora ed è coronata dalla guglia poggiante sul tamburo a base ottagonale.

### Interno
L'interno dell'edificio si compone di un'unica navata, su cui si affacciano le cappelle laterali e gli altri ambienti secondari e le cui pareti sono scandite da lesene sorreggenti il cornicione; al termine dell'aula si sviluppa il presbiterio, sopraelevato di alcuni gradini e chiuso dall'abside di forma semicircolare.
Qui sono conservate diverse opere di pregio, tra cui l'altare maggiore marmoreo settecentesco, intitolato a sant'Andrea e impreziosito da un paliotto contenente la raffigurazione in bassorilievo di Sant'Andrea in un porto, la sovrastante pala, copia del 1979 di un'opera settecentesca di Giovanni Battista Mengardi trafugata nel 1978, delimitata da due colonne composite e da una trabeazione scolpita, il fonte battesimale in pietra del 1580, una statua di Sant'Andrea, scolpita nel 1608, l'altare della Sacra Famiglia, realizzato nel 1940 in marmo di Aurisina, costituito da una mensa liscia e sormontato da un'ancona delimitata da due colonne, quello di San Biagio, eseguito in marmi policromi nel XVII secolo ed ospitante sopra alla mensa bombata un velario, al cui centro è collocata una pala raffigurante San Biagio tra le statue di San Biagio e San Giovanni Evangelista, quello della Madonna della Salute, ornato con un paliotto in marmo bianco e sormontato da una statua della Madonna della Salute, incorniciata da due colonne a sostegno del frontone mistilineo con doppie volute e affiancata da due statue raffiguranti dei santi, e quello di Sant'Antonio di Padova, eseguito in pietra grigia, decorato con un paliotto in marmo nero e sormontato da un'ancona delimitata da due colonne e da un frontone semicircolare.